# Йосиф Агатополски
Йосиф (на гръцки: Ιωσήφ) е гръцки духовник, последен агатополски митрополит от 1828 до 1830 година.

## Биография
През юли 1828 година Йосиф е избран и по-късно ръкоположен за митрополит на Ахтопол. В 1829 година, по време на Руско-турската война, той напуска епархията си с отстъпващите руски войски. През май 1830 година подава оставка, а епархията е присъединена към Созополската митрополия, която започва да се нарича Созоагатополска.